# Luka Basi
Luka Basi (Slovenj Gradec, 8 de octubre de 1993)  es un cantante esloveno cuyo nombre real es Matej Prikeržnik.
Conocido por canciones como Istrijanko ružo moja', Meta, Taxi, Sedam Noći, Seko Moja o Kad vidin boga uživo y sus colaboraciones con Joško Čagal Jole, Lidija Bačič, Lana Jurčević, Marko Škugor y Ljubavnici. Publicó su primer disco homónimo en 2019.